# Communauté de communes de la Vallée de Hundsbach
La communauté de communes de la Vallée de Hundsbach est une ancienne communauté de communes française, située dans le département du Haut-Rhin et la région Grand Est.

## Histoire
Elle a été créée le 29 décembre 2000.
Elle fusionne avec quatre autres communautés de communes pour former la communauté de communes Sundgau au 1er janvier 2017.

## Composition
La communauté de communes regroupait 13 communes :
| Nom              | Code Insee | Gentilé          | Superficie (km2) | Population (dernière pop. légale) | Densité (hab./km2) |
| ---------------- | ---------- | ---------------- | ---------------- | --------------------------------- | ------------------ |
| Emlingen (siège) | 68080      |                  | 2,42             | 278 (2014)                        | 115                |
| Berentzwiller    | 68027      | Berentzwillerois | 6,08             | 323 (2014)                        | 53                 |
| Bettendorf       | 68033      | Bettendorfois    | 4,73             | 470 (2014)                        | 99                 |
| Franken          | 68096      |                  | 6,22             | 329 (2014)                        | 53                 |
| Hausgauen        | 68124      |                  | 5,79             | 404 (2014)                        | 70                 |
| Heiwiller        | 68131      | Heiwillerois     | 2,04             | 178 (2014)                        | 87                 |
| Hundsbach        | 68148      |                  | 4,03             | 342 (2014)                        | 85                 |
| Jettingen        | 68158      |                  | 6,30             | 506 (2014)                        | 80                 |
| Obermorschwiller | 68245      |                  | 6,05             | 399 (2014)                        | 66                 |
| Schwoben         | 68303      |                  | 2,38             | 232 (2014)                        | 97                 |
| Tagsdorf         | 68333      | Tagsdorfois      | 2,50             | 303 (2014)                        | 121                |
| Willer           | 68371      | Willerois        | 6,21             | 332 (2014)                        | 53                 |
| Wittersdorf      | 68377      | Wittersdorfois   | 4,76             | 829 (2014)                        | 174                |